# Gladrandklepschildpad
De gladrandklepschildpad (Kinixys belliana) is een schildpad uit de familie landschildpadden (Testudinidae).

## Uiterlijke kenmerken
De schildpad bereikt een maximale schildlengte tot 22 centimeter. De kleur van het schild is bruin tot zwart met op het midden van iedere hoornplaat een lichtere gele vlek. De kleur van de poten en staart is grijsbruin. Jongere exemplaren hebben vaak gekielde hoornplaten maar deze verdwijnen naarmate de schildpad ouder wordt. Het aantal klauwen aan de voorpoten is vier tot vijf.

## Verspreiding en habitat
De gladrandklepschildpad komt voor in grote delen van Afrika, van Senegal tot Madagaskar. De schildpad leeft in zandduinen, graslanden en savannen. Het is een van de bekendste soorten uit het geslacht klepschildpadden (Kinixys).

## Naam en taxonomie
De soort werd voor het eerst wetenschappelijk beschreven door John Edward Gray in 1831. Later werd de wetenschappelijke naam Cinixys belliana gebruikt. De soortnaam belliana is een eerbetoon aan de Britse zoöloog Thomas Bell (1792 – 1880).
Er werden lange tijd vier ondersoorten erkend maar dit wordt tegenwoordig beschouwd als achterhaald. Twee ondersoorten bleken dezelfde ondersoort te betreffen en twee andere voormalige ondersoorten worden tegenwoordig als aparte soorten beschouwd.